# Torresitrachia weaberana
Torresitrachia weaberana är en snäckart som beskrevs av Alan Solem 1979. Torresitrachia weaberana ingår i släktet Torresitrachia och familjen Camaenidae. Inga underarter finns listade i Catalogue of Life.